# Maureen O'Sullivan

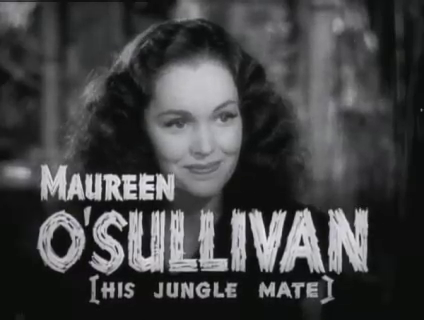

Maureen Paula O’Sullivan (n. 17 mai 1911, Boyle, Irlanda - d. 23 iunie 1998, Scottsdale, Arizona) a fost o actriță american-irlandeză.

## Filmografie (selectivă)
- 1930: Song o’ My Heart – Regie: Frank Borzage
- 1930: Just Imagine – Regie: David Butler
- 1930: Princess and the Plumber – Regie: Alexander Korda
- 1931: A Connecticut Yankee – Regie: David Butler
- 1932: Tarzan omul maimuță (Tarzan the Ape Man) – Regie: W. S. Van Dyke
- 1932: Skyscraper Souls – Regie: Edgar Selwyn
- 1932: Okay, America! – Regie: Tay Garnett
- 1932: Payment Deferred – Regie: Lothar Mendes
- 1933: The Cohens and Kelly in Trouble – Regie: George Stevens
- 1934: Noile aventuri ale lui Tarzan (Tarzan and His Mate) – regia Cedric Gibbons
- 1934: The Thin Man – Regie: W. S. Van Dyke
- 1934: Hide-Out – regia W. S. Van Dyke
- 1934: The Barretts of Wimpole Street – Regie: Sidney Franklin
- 1935: David Copperfield – Regie: George Cukor
- 1935: Kardinal Richelieu (Cardinal Richelieu) – Regie: Rowland V. Lee
- 1935: Woman Wanted – Regie: George B. Seitz
- 1935: Anna Karenina – Regie: Clarence Brown
- 1936: The Voice of Bugle Ann – Regie: Richard Thorpe
- 1936: The Devil-Doll  – Regie: Tod Browning
- 1936: Fuga lui Tarzan (Tarzan Escapes) – regia Richard Thorpe
- 1937: O zi la curse (A Day at the Races) – regia Sam Wood
- 1937: The Emperor’s Candlesticks – Regie: George Fitzmaurice
- 1937: Between Two Women – Regie: George B. Seitz
- 1937: My Dear Miss Aldrich – Regie: George B. Seitz
- 1938: Un yankeu la Oxford (A Yank in Oxford) – Regie: Jack Conway
- 1938: Hold That Kiss – Regie: Edwin L. Marin
- 1938: The Crowd Roars – Regie: Richard Thorpe
- 1939: Let Us live! – Regie: John Brahm
- 1939: Fiul lui Tarzan (Tarzan Finds a Son!) – Regie: Richard Thorpe
- 1940: Pride and Prejudice – Regie: Robert Z. Leonard
- 1941: Comoara lui Tarzan (Tarzan’s Secret Treasure) – Regie: Richard Thorpe
- 1942: Aventura lui Tarzan la New York (Tarzan’s New York Adventure) – Regie: Richard Thorpe
- 1948: The Big Clock – Regie: John Farrow
- 1950: Where Danger Lives – Regie: John Farrow
- 1952: Bonzo Goes to College – Regie: Frederick de Cordova
- 1953: All I Desire – Regie: Douglas Sirk
- 1957: Fiica de om bogat (The Tall T) – Regie: Budd Boetticher
- 1958: Wild Heritage – Regie: Charles F. Haas
- 1965: Never Too Late – Regie: Bud Yorkin
- 1976: The Great Houdinis (TV-Film) – Regie: Melville Shavelson
- 1986: Hannah și surorile ei (Hannah and Her Sisters) – Regie: Woody Allen
- 1986: Peggy Sue Got Married – Regie: Francis Ford Coppola
- 1987: Stranded – Regie: Tex Fuller
- 1988: Good Ole Boy: A Delta Boyhood – Regie: Tom G. Robertson
- 1992: The Habitation of Dragons (TV-Film) – Regie: Michael Lindsay-Hogg
- 1994: Hart to Hart: Home Is Where the Hart Is (TV-Film) – Regie: Peter H. Hunt